# Милош Драгаш
Милош Драгаш (Прибој, 11. јун 1990) је српски рукометаш и репрезентативац који игра за македонски Вардар. Висок је 2.02 метра и игра на позицији левог бека.
На дресу носи број 2. Члан је репрезентације која је учествовала на Светском првенству 2013. у Шпанији. Милош је 2012. године постао члан РК Вардар. Пре Вардара играо је за РК Металопластика.